# John Duha
John Duha, (Chicago, 16 de febrero de 1875 - Chicago, 21 de enero de 1940) fue un gimnasta que compitió en las pruebas de gimnasia en los Estados Unidos.
Duha se unió al gimnasio de la Central Turnverein para competir en los Juegos Olímpicos de San Luis 1904, donde ganó una medalla olímpica. En su única participación en los Juegos Olímpicos, jugó en la carrera por equipos, en el que, junto a sus compatriotas George Meyer, Siegler Edward, Charles Krause, Philipp Schuster y Robert Maysack, ganó la medalla de bronce, y las barras paralelas, donde, vencido por sus compatriotas George Eyser y Anton Heida respectivamente y, también terminó en tercer lugar.